# 김종성 (성우)
김종성(金鍾聲, 1943년 3월 16일 ~ )은 대한민국의 성우다.

## 학력
- 서울공업고등학교 졸업
- 동국대학교 국어국문학과 학사

## 성우 입사 경력
- 1964년 TBC 동양방송 성우
- 1969년 DBS 동아방송 성우
- 1979년 MBC 문화방송 성우
- 1980년 KBS 한국방송공사 성우

## 출연작품
애니메이션
- 이겨라 승리호 (TBC) - 승리호
- 황금박쥐 (TBC)
- 피노키오의 모험 (TBC)
- 그레이트 마징가 (TBC)
- 태풍소년 (TBC) - 남자
- 스타 워즈: 클론 전쟁 (카툰네트워크) - 내레이션

영화/외화
- 타워링 (83년 더빙판/KBS) - 비글로 (로버트 와그너)
- 타워링 (96년 더빙판/KBS) - 더그 로버츠 (폴 뉴먼)
- 부부 탐정 (KBS) - 조나단(로버트 와그너)
- 스타워즈 에피소드 4: 새로운 희망 (KBS) - 타킨 총독 (피터 커싱)
- 3인의 특공대 (MBC) - 프리드리히 (파울 후프슈미트)
- 크리스마스 캐럴 (MBC) - 스크루지 (조지 C. 스콧)
- 사운드 오브 뮤직 (MBC) - 트랍 대령(크리스토퍼 플러머)
- 사이버게임 (KBS)
- 스타 트렉: 더 넥스트 제너레이션 (MBC) - 피카드 함장 (패트릭 스튜어트)
- 맨하탄의 사나이 (KBS) - 로버트 맥콜 (에드워드 우드워드)
- 프렌치 커넥션 (88년 더빙판/KBS) - 버디 루소 형사(로이 샤이더)
- 존 웨인의 헬 파이터 (MBC) - 그렉 파커 (짐 허튼)
- 광부의 딸 (84년 더빙판/MBC)
- 아이를 빌려드립니다 (KBS) - 래리
- 킹 랄프 (KBS)
- 마지막 황제 (KBS) - 존스턴 (피터 오툴)
- 콜리야 (KBS) - 루카 (즈데넥 스베락)
- 컬러 오브 머니 (KBS) - 에디 (폴 뉴먼)
- 라스트 콘서트 (KBS)
- 나자렛 예수 (KBS) - 예수 (로버트 포웰)
- 쿠오바디스(KBS) - 페트로니우스 (리오 겐)
- 기드온의 나팔 (KBS) - 기드온
- 연인들의 장소 (KBS)
- 닥터 지바고 (86년 더빙판/KBS) - 예프그라프 (알렉 기네스)
- 남과 여 (KBS) - 장 루이 듀롱 (장-루이 트린티냥)
- 게리슨 유격대 (MBC) - 액터
- 오토 맨 (MBC) - 보이드
- 전쟁과 평화 (KBS) - 안드레이 (80년대더빙)
- 전쟁과 추억 (KBS)
- 지옥의 묵시록 (90년 더빙판/KBS) - 커츠 대령 (말론 브란도)
- 나바론의 요새 2 (KBS) - 더스티 (에드워드 폭스)
- 젊은 사자들 (KBS) - 크리스찬(말론 브란도)
- 슈퍼맨 (85년 더빙판/KBS)
  - 슈퍼맨 2 (86년 더빙판/KBS)
- 십계 (KBS) - 내레이션

내레이션(드라마, 예능, 교양, 다큐멘터리)
- 명작의 고향 (MBC)
- 명곡의 고향 (MBC)
- 명작의 무대 (MBC)
- 어머니의 노래 (MBC)
- 러시아, 동구의 문학과 예술 (MBC)
- 제1공화국 (MBC)
- 제2공화국 (MBC)
- 제3공화국 (MBC)
- 코리아게이트 (SBS)
- 삼김시대 (SBS)
- 스펀지 (KBS 2TV)
- 서궁 (KBS 2TV)
- 용의 눈물 (KBS 1TV)
- 태조 왕건 (KBS 1TV)
- 웬만해선 그들을 막을 수 없다 (SBS)
- 장희빈 (KBS 2TV)
- 불멸의 이순신 (KBS)
- 연개소문 (SBS)
- KBS 스페셜 - (도자기, 북극곰) (KBS 1TV)
- 대왕 세종 (KBS)
- 천추태후 (KBS 2TV)
- 슈퍼스타 K (Mnet)
- 재밌는 TV 롤러코스터 (tvN)
- 명가 (KBS 1TV)
- 자유인 이회영 (KBS 1TV)
- SBS 8 뉴스 (SBS) - 산도스 시계 시보 1992년 위니아전자 시보 (1993년 ~ 1998년)
- iTV 시보광고  (iTV) KB증권 시보 1999년~2000년
- 추적 60분 (KBS 2TV)
- MBC 뉴스데스크 (MBC) - SWC 론진 9시 시보 (1991년), 삼성전자 애니콜 시보 (2001년)
- 긴급구조 119 (KBS 2TV)
- 하늘의 열림, 땅의 울림 - 북 (전주MBC)
- 기적의 사막으로 오라 - 천지개벽 두바이 (SBS)
- SBS 스페셜 (SBS)
- EBS 다큐프라임 - 6부작 생명, 40억년의 비밀 (EBS 1TV)
- 생생 정보통 (KBS 2TV) - 메디컬 노트: 아무도 몰랐다 코너
- 무신 (MBC)
- 이제는 말할 수 있다 (MBC)
- 생방송 투데이 (SBS)
- 박명수의 돈의 맛 (채널A)
- 대왕의 꿈 (KBS 1TV)
- 갈 때까지 가 보자 (채널A)
- 직장의 신 (KBS 2TV)
- 생존의 기술 (TV조선)
- 명랑해결단 (채널A)
- 대한민국 정치비사 (MBN)
- 강용석의 고소한 19 (tvN)
- 삼국기 (KBS 1TV)
- SNL 코리아 (tvN) - 제5 군통령(원더걸스 편)
- 기막힌 이야기 실제 상황 (MBN)
- 자이언트 펭TV - 쇼미더슈퍼스타EBS갓탤런트 (EBS 1TV)
- 다이너스티 야생의 지배자들 (KBS)
- 블루 플래닛 2 (KBS)
- 프로즌 플래닛 (KBS)
- 슈퍼스타 K2 끝나지 않은 이야기
- 슈퍼스타 K3

라디오
- 성우 빅 쇼 (SBS 라디오)
- 격동 30년 (MBC 표준FM)
- 격동 50년 (MBC 표준FM)
- 79년 마산 (MBC경남 표준FM)

방송 출연
- MBC 뉴스데스크 (MBC)
- 컬투의 배란다쇼 (MBC) - 2013년 7월 23일 출연

광고
- 공익광고협의회 (82년 신년물, 통일로 가는 길, 얼룩진 자국, 헌혈 가족, 손기정 편, 오케스트라 편,학창시절 편, 찻찬 편, 슈바이처 편, 앨범 편, 86 아시안 게임 편, 공명선거, 대한국인 안중근, 모두가 한마음, 인사편, 제자리 찾기 편, 퍼즐 편, 턱 편, 다시 한 번 뜁시다, 신뢰사회, 부정부패추방, 경제를 살립시다, 산업역군, 프로정신, 화합하여 세계로, 의자편(좌절) 등)
- 동화약품 - 좋은약을 만드는 부채표 동화약품 기업PR
- 문화체육관광부 (공보처,공보실,국정홍보처)
- 한독 - 알타캡, 로푸록스
- LG생활건강 - 수퍼타이
- JW중외제약 - 베스티딘
- 대상 (리본표프리미엄케찹, 리본표케찹, 감치미, 미원 등)
- 아남전자 (아남오디오, 아남TV 카멜레온, 아남테크닉스 , 아남테크닉스 서라운드, 아남델타 등)
- 신한은행 (성우:권희덕)
- 코닥필름
- 오비맥주 (레벤브로이, 버드와이저, OB맥주, OB수퍼드라이 등)
- 현대모비스
- 동원F&B 동원선물세트(성우:권희덕)
- 마스터카드 (품위과 편의 두가지 만족 마스타카드)
- SWC - 론진
- 중앙일보
- 세계일보
- 한국일보
- 문화일보
- 대웅제약 (대웅천, 우루사, 토롤천 등) (성우:유강진)
- 동양도자기 (슈퍼차이나) (성우:박윤아)
- 계몽사 (유토피아)(성우:이선영)
- 노루표페인트(성우:이선영)
- 삼진제약 (안정액)
- KB국민카드
- 동서식품 (그랜디커피, 맥심커피, 맥스웰커피)
- LX하우시스 - 모젤벽지
- 존슨앤드존슨 - 니조랄
- 한국에너지정보문화재단 (방사성폐기물어떤것이아십니까, 다음세대의 한깨끗한 에너지 원자력 발전 약속 입니다.)
- 신성통상 (올젠, 캐네디는 살아있다.)
- GS건설
- 롯데리아
- 고려시스템
- LG그룹 (고객을 위한 가치창조, 함께 잘사는사회, 정도경영초우량엘지, 기본을 생각합니다, 미래를 생각합니다 등)
- 기아자동차 (봉고타운)
- 현대자동차 (프레스토, 엑셀, 갤로퍼, 엘란트라, 테라칸, 쏘나타, 아반떼 등)
- 대림자동차공업 (대림혼다주행, 대림수퍼리드, 대림혼다어드밴스탄생 등)
- 상신브레이크
- GS칼텍스 (기업PR, KIXX)
- 한국GM (맵시나, 씨에로, 아카디아, 매그너스, 마티즈 등)
- 김정문알로에
- 고려제약 (싼타볼)
- 타타대우상용차 (차세대트럭)
- 쌍용자동차 (코란도패밀리, 체어맨, 무쏘 등)
- 삼성전자 (애니콜, 르네상스, 명품완전평면, 파브 TV 액설런트, 맥스 TV 등)
- 삼성물산 (로가디스, 골덴텍스, 카디날 등)
- 위니아대우 (신대우가족 - 공기방울이야기 시리즈, 초간편 VTR, 탱크 주의, 탱크박사들, 탱크주의를 말한다, 탱크주의심장 등)
- 청호나이스 (청호나이스정수기, 청호냉정수기, 청호냉콜정수기 등)
- 유유산업 - 비나폴로F
- SK매직 (매직 쉐프, 매직 식기세척기, 매직 정수기)
- 신세계백화점
- 세정그룹 (인디안)
- HK이노엔 (컨디션)
- 부광약품 (안티프라그)
- 글락소스미스클라인 (파로돈탁스)
- 동원개발 (동원로얄듀크)
- 네띠앙
- PCA생명
- LG전자
- 유한양행
- GC녹십자 (기업PR-겨울, 캠퍼스립, 젠 등)
- 7번가 피자
- 서울우유 (나 100 프로)
- 매일유업 (프로바이오 GG, 바나나는 원래 하얗다, 썬업, 맘마밀 1등급우유, 치즈피아 등)
- 한국야쿠르트 (메치니코프, 야쿠르트에이스)
- HDC영창 (명품은 세계 어디서나 명품입니다.)
- HDC현대산업개발
- 주식회사 풍산(동산업 전문기업)
- 세스코
- 현대생명
- 현주컴퓨터
- 동아그룹
- 애경산업 (2080 치약)
- 한보그룹
- 파크랜드
- 모빌원
- KB국민은행
- 린나이코리아
- SC제일은행
- SK에너지 (한국의힘유공PR, 유공에서 SK로, 에너지 화학 대표기업, 에너지걱정이 없는 나라 등)
- NH투자증권
- KT
- 교보생명보험 정남과 함께
- 현대해상화재보험
- 미래에셋생명
- 신한은행
- KCC
- KB증권 (e리베로)
- 한국장기신용은행
- 서울신문 리더를 위한 정책진단 신문
- 장원교육
- arirang 아리랑국제방송 (세계인의 방송 아리랑TV)
- AXA손해보험
- 롯데칠성음료 (델몬트 따봉 델몬트 주스, 칠성사이다, 콜드주스 등)
- CJ제일제당 (게토레이)
- 웅진식품 (빛고은 팥)
- 옥시레킷벤키저 (세척락스,물먹는 하마)
- 서전안경 진실로 좋은 품질 아시는 분 만나고 싶습니다. (서전안경테)
- 남양유업 (맛있는 우유 GT, 다우, 불가리스, 밸런스3, 불가리스프라임, 스텝로얄 등)
- 보령제약 - 맨소래담
- 롯데제과 (맛있구마)
- KGC인삼공사 (정관장)
- 한국닌텐도
- 샘표식품 (샘표간장)
- 에이스침대
- 조선일보
- 경향신문
- 전자신문
- 케이블TV KCTA 한국케이블TV방송협회(30개채널 케이블TV)
- 한국타이어앤테크놀로지 (스노우타이어, 기업 PR, 아트라스 BX, 옵티모골드 등)
- 미쉐린코리아 (미쉐린시리즈레디알)
- LG유플러스 (천리안, 국제전화 002, U+ LTE, 17마일리지 등)
- 대한안경사협회 (성우:엄주환)
- 천재교육 (문제집 해법수학)
- 오뚜기 (오뚜기밥, 스낵면)
- 롯데웰푸드 (바덴바덴, 베이컨경단, 로스팜 등)
- 푸르밀 (아침에 우유)
- SK그룹
- 두산중공업
- 좋은사람들 (제임스딘, 보디가드)
- 듀오백코리아
- 눈사랑안경
- SKC
- 하나증권 (갤럽코리아 펀드)
- 롯데건설 (롯데캐슬)
- 퀀텀에너지
- 삼성화재
- 현대중공업 (하이맥스가스보일러, 기업 PR)
- 범표고무장갑
- 명인제약 (이가탄)
- 일동제약 (큐란300, 아로나민골드)
- 광동제약 (기업PR - 한방을 과학화하는, 광동 우황청심원, 썬키스트 프리미엄 컨츄리 주스 등)
- 동아제약 (박카스, 박카스F, 솔표 우황청심원, 쌍감탕, 위청수 등)
- 1988년 하계 올림픽 With 권희덕
- 오리온 니코엑스
- SK텔레콤
- KB손해보험
- 피자에땅
- 프로스펙스 아! 고구려 광개토대왕
- SK하이닉스 (기업PR - 거북선-현대반도체, 현대 컴퓨터, 블랙스타 카메라, 현대무선 전화기, 멀티미디어의 뉴프론티어, 현대팩시밀리 등)
- SC존슨 (에프킬라)

지역광고
- 우리신문 - 대구
- 대구광역시청 - 대구
- 대전엑스포93 (꿈이 보이는 곳 미래가 들리는 곳) - 대전
- 동방 - 대구
- 한국도자기 (창립50주년) - 청주
- 광주사랑방신문 - 광주
- 아진건설 - 울산
- 청구그룹 - 대구
- 광주은행 - 광주, 전남
- 화성산업 - 대구
- 세기보청기 (세계 기술, 세계 품질) - 대구
- 남해화학 - 여수
- 노은 노블레스 - 대전
- 삼부르네상스 - 대전
- 인천광역시 - 인천